# Obertures del nucli de Rabós
Obertures del nucli de Rabós és una obra del municipi de Rabós (Alt Empordà) inclosa en l'Inventari del Patrimoni Arquitectònic de Catalunya. Es tracta d'un conjunt d'arcs dins del nucli urbà de la població de Rabós, al bell mig del terme.

## Descripció
Es tracta de diverses tipologies d'obertures que es comptabilitzen en les construccions del nucli. S'observen tant portals d'arc de mig punt adovellats, amb els brancals fets de carreus desbastats (com el que es localitza al carrer Espolla), com d'altres de rectangulars amb grans llindes planes monolítiques, com el de can Puig. Aquestes llindes poden estar gravades amb inscripcions relacionades amb el propietari de l'edifici i normalment presenten les dates de construcció dels habitatges, adscrites al segle xviii. Un exemple d'aquesta tipologia la trobem a la llinda del portal d'accés de can Joan Padern. Les obertures són bastides en pedra i estan desbastades.